# Nasser
Nasser, Nassir en Nasr zijn Arabische jongensnamen, variërend op Nasir ( ناصر = "helper" ). Als patroniem worden de namen ook aangetroffen in achternamen.

## Nasser als voornaam
- Ali Nasser Muhammad Husani (1939) was president van Zuid-Jemen in 1978 en van 1980 tot 1986.

## Nasser als achternaam
- Gamal Abdel Nasser (1918-1970) was de tweede president van Egypte, van 1956 tot zijn aan dood. Zijn naam komt terug in de term Nasserisme, zijn politiek die grote invloed heeft gehad op de ontwikkeling van het panarabisme, en in het (kunstmatige) Nassermeer op de grens met Soedan.
- Hussein ibn Nasser was minister-president van Jordanië van 1963 tot 1964 onder koning Hoessein.